# Metropolia Arequipa
Metropolia Arequipa – metropolia rzymskokatolicka w Peru utworzona 23 maja 1943 roku.

## Diecezje wchodzące w skład metropolii
- Archidiecezja Arequipa
  - Diecezja Puno
  - Diecezja Tacna y Moquegua
  - Prałatura terytorialna Ayaviri
  - Prałatura terytorialna Chuquibamba
  - Prałatura terytorialna Juli

## Biskupi
- Metropolita: abp Javier del Río Alba (od 2006) (Arequipa)
- Sufragan: bp Jorge Pedro Carrión Pavlich (od 2000) (Puno)
- Sufragan: bp Marco Antonio Cortez Lara (od 2006) (Tacna)
- Sufragan: sede vacante (od 2021) (Ayaviri)
- Sufragan: prałat Jorge Enrique Izaguirre Rafael (od 2015) (Chuquibamba)
- Sufragan: prałat José María Ortega Trinidad (od 2006) (Juli)

## Główne świątynie metropolii
- Bazylika katedralna Najświętszej Maryi Panny w Arequipa
- Bazylika katedralna św. Karola Boromeusza w Puno
- Katedra Matki Boskiej Różańcowej w Tacna
- Konkatedra św. Katarzyny w Moquegua
- Katedra św. Franciszka z Asyżu w Ayaviri
- Katedra Niepokalanego Poczęcia w Chuquibamba
- Katedra św. Piotra w Juli